# Dendrochilum woodianum
Dendrochilum woodianum är en orkidéart som beskrevs av Oakes Ames. Dendrochilum woodianum ingår i släktet Dendrochilum och familjen orkidéer. Inga underarter finns listade i Catalogue of Life.